# ویلیام جی. پرش
ویلیام جی. پرش (انگلیسی: William J. Press) کشتی‌گیر اهل بریتانیا بود. از افتخارات وی میتوان به کسب مدال نقره کشتی آزاد وزن Bantamweight در بازی‌های المپیک تابستانی ۱۹۰۸ بوده است.